# Capitaine des Yeomen of the Guard

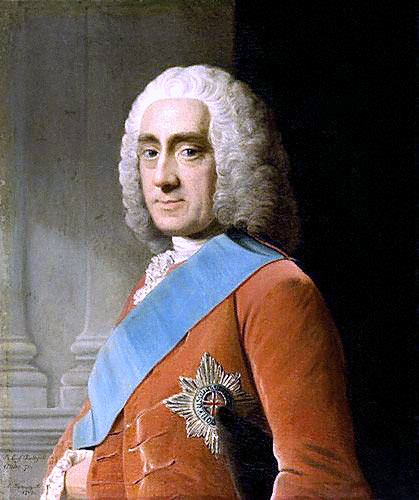
Le 4e comte de Chesterfield, qui est capitaine du Yeomen of the Guard de 1723 à 1725.

Capitaine des Yeomen of the Guard est un poste gouvernemental britannique créé en 1485, habituellement occupé par un membre de la chambre des Lords. La titulaire actuel, Margaret Wheeler, est la 109e titulaire du poste.

## Liste des Capitaines des Yeomen of the Guard

### XVesiècle
- 1485: John de Vere, 13th Earl of Oxford
- 1486–1509: Sir Charles Somerset (créé le baron Herbert le 26 novembre 1506)

### XVIesiècle
- 1509: Sir Thomas Darcy
- 1509: Sir Henry Marney
- 1512: Sir Henry Guildford
- 1513: Sir John Gage
- 1516: Sir Henry Marney
- 1530: Sir William Kingston
- 1539: Sir Anthony Wingfield
- 1550: Sir Thomas Darcy (créé le baron Darcy de Chiche le 5 avril 1551)
- 1551: Sir John Gates
- 1553: Sir Henry Jerningham
- 1557: Sir Henry Bedingfield
- 1558: Sir Edward Rogers
- 1558: Sir William St Loe
- 1566: Sir Francis Knowlys
- 1572: Sir Christopher Hatton
- 1586: Sir Henry Goodier
- 1586: Sir Walter Raleigh
- 1592: John Best (pendant l'emprisonnement de Raleigh dans la tour)
- 1597–1603: Sir Walter Raleigh

### XVIIesiècle
- 1603: Sir Thomas Erskine (créé Lord Dirletoun le 8 juin 1604 et vicomte Fentoun le 18 mars 1606)
- 1617 : Henry Rich (créé baron Kensington le 5 mars 1623 et comte de Holland le 24 septembre 1624)
- 1632 : George Hay
- 1635 : Comte de Motonn
- 1644 : Comte de Norwich
- 1649 : Interrègne
- 1660 : Comte de Norwich
- 1662 : Vicomte Grandison
- 1689–1702 : Vicomte Mandeville (devient 4e comte de Manchester le 16 mars 1683)

### XVIIIesiècle
- 1702 : Marquis de Hartington
- 1707 : Vicomte Townshend
- 1711 : Lord Paget (créé comte d'Uxbridge le 19 octobre 1714)
- 1715 : Comte de Derby
- 1723 : Lord Stanhope
- 1725 : Comte de Leicester
- 1731 : Comte d'Ashburnham
- 1733 : Comte de Tankerville
- 1737 : Duc de Manchester
- 1739 : Comte d'Essex
- 1743 : Lord Berkeley de Stratton
- 1746 : Vicomte Torrington
- 1747 : Vicomte Falmouth
- 1782: Duc de Dorset
- Avril 1783: Comte de Cholmondeley
- 16 décembre 1783: Comte d'Aylesford

### XIXesiècle
- 1804: Thomas Pelham
- 1804: Comte de Macclesfield
- 1er décembre 1830: Marquis de Clanricarde
- 16 juillet 1834: Comte de Gosford
- 29 décembre 1834: Comte de Courtown
- 23 avril 1835: Comte de Gosford
- 5 août 1835: Comte d'Ilchester
- 6 juillet 1841: Comte de Surrey
- 8 septembre 1841: Marquis de Lothian
- 15 janvier 1842: Le Comte de Beverley
- 24 juillet 1846: Le Vicomte Falkland
- 11 février 1848: Marquis de Donegall
- 27 février 1852: Lord de Ros
- 30 décembre 1852: Vicomte Sydney
- 17 mars 1858: Lord de Ros
- 28 juin 1859: Comte de Ducie
- 10 juillet 1866: Comte Cadogan
- 22 décembre 1868: Duc de St Albans
- 2 mars 1874: Lord Skelmersdale
- 3 mai 1880: Lord Monson
- 27 juin 1885: Vicomte Barrington
- 10 février 1886: Lord Monson
- 5 août 1886: Comte de Kintore
- 29 janvier 1889: Comte de Limerick
- 25 août 1892: Lord Kensington
- 16 juillet 1895: Comte de Limerick
- 26 août 1896: Comte Waldegrave

### XXesiècle
- 8 décembre 1905: Duc de Manchester
- 12 avril 1908: Lord Allendale
- 2 octobre 1911: Comte de Craven
- 9 juin 1915: Lord Suffield
- 21 mai 1918: Lord Hylton
- 22 janvier 1924: Lord Loch
- 1er décembre 1924: Lord Desborough
- 4 juin 1929: Lord Loch

|                                                         |                                  | Mandat         | Mandat         | Parti        | Gouvernement                                      | Ref.  |
| ------------------------------------------------------- | -------------------------------- | -------------- | -------------- | ------------ | ------------------------------------------------- | ----- |
|                                                         | Lord Strathcona et Mount Royal   | Novembre 1931  | Janvier 1934   | Conservateur | National Government II (Con.–Lib–Nat Lab–Nat Lib) |       |
|                                                         | Lord Templemore                  | Janvier 1934   | Août 1945      | Conservateur | National Government II (Con.–Lib–Nat Lab–Nat Lib) |       |
| National Government III (Con.–Nat Lab–Nat Lib)          | Lord Templemore                  | Janvier 1934   | Août 1945      | Conservateur |                                                   |       |
| National Government IV (Con.–Nat Lab–Nat Lib)           | Lord Templemore                  | Janvier 1934   | Août 1945      | Conservateur |                                                   |       |
| Chamberlain (War Ministry) (Con.–Nat Lab–Nat Lib)       | Lord Templemore                  | Janvier 1934   | Août 1945      | Conservateur |                                                   |       |
| Churchill (War Ministry) (Con.–Lib–Lab-Nat Lab–Nat Lib) | Lord Templemore                  | Janvier 1934   | Août 1945      | Conservateur |                                                   |       |
| Churchill (Caretaker) (Con.–Nat Lib-Ind)                | Lord Templemore                  | Janvier 1934   | Août 1945      | Conservateur |                                                   |       |
|                                                         | Lord Walkden                     | Août 1945      | Juillet 1949   | Labour       | Attlee I                                          |       |
|                                                         | Lord Shepherd                    | Juillet 1949   | Octobre 1949   | Labour       | Attlee I                                          |       |
|                                                         | Lord Lucas de Chilworth          | Octobre 1949   | Mars 1950      | Labour       | Attlee I                                          |       |
|                                                         | Comte de Lucan                   | Mars 1950      | Juin 1951      | Labour       | Attlee II                                         |       |
|                                                         | Lord Archibald                   | Juin 1951      | Novembre 1951  | Labour       | Attlee II                                         |       |
|                                                         | Comte d'Onslow                   | Novembre 1951  | Octobre 1960   | Conservateur | Churchill III                                     |       |
| Eden                                                    | Comte d'Onslow                   | Novembre 1951  | Octobre 1960   | Conservateur |                                                   |       |
| Macmillan I                                             | Comte d'Onslow                   | Novembre 1951  | Octobre 1960   | Conservateur |                                                   |       |
| Macmillan II                                            | Comte d'Onslow                   | Novembre 1951  | Octobre 1960   | Conservateur |                                                   |       |
|                                                         | Lord Legh                        | Octobre 1960   | Septembre 1962 | Conservateur | Macmillan II                                      |       |
|                                                         | Vicomte Goschen                  | Septembre 1962 | Décembre 1964  | Conservateur | Macmillan II                                      |       |
| Douglas-Home                                            | Vicomte Goschen                  | Septembre 1962 | Décembre 1964  | Conservateur |                                                   |       |
|                                                         | Lord Bowles                      | Décembre 1964  | Juin 1970      | Labour       | Wilson II                                         |       |
|                                                         | Vicomte Goschen                  | Juin 1970      | Novembre 1971  | Conservateur | Heath                                             |       |
|                                                         | Lord Denham                      | Novembre 1971  | Mars 1974      | Conservateur | Heath                                             |       |
|                                                         | Lord Strabolgi                   | Mars 1974      | Mai 1979       | Labour       | Wilson III                                        |       |
| Wilson IV                                               | Lord Strabolgi                   | Mars 1974      | Mai 1979       | Labour       |                                                   |       |
| Callaghan                                               | Lord Strabolgi                   | Mars 1974      | Mai 1979       | Labour       |                                                   |       |
|                                                         | Lord Sandys                      | Mai 1979       | Octobre 1982   | Conservateur | Thatcher I                                        |       |
|                                                         | Comte de Swinton                 | Octobre 1982   | Septembre 1986 | Conservateur | Thatcher I                                        |       |
| Thatcher II                                             | Comte de Swinton                 | Octobre 1982   | Septembre 1986 | Conservateur |                                                   |       |
| Thatcher III                                            | Comte de Swinton                 | Octobre 1982   | Septembre 1986 | Conservateur |                                                   |       |
|                                                         | Vicomte Davidson                 | Septembre 1986 | Décembre 1991  | Conservateur |                                                   |       |
| Major I                                                 | Vicomte Davidson                 | Septembre 1986 | Décembre 1991  | Conservateur |                                                   |       |
|                                                         | Comte de Strathmore et Kinghorne | Décembre 1991  | Juillet 1994   | Conservateur | [ 1 ]                                             |       |
| Major II                                                | Comte de Strathmore et Kinghorne | Décembre 1991  | Juillet 1994   | Conservateur | [ 1 ]                                             |       |
|                                                         | Comte d'Arran                    | Juillet 1994   | Janvier 1995   | Conservateur | [ 2 ]                                             |       |
|                                                         | Lord Inglewood                   | Janvier 1995   | Juillet 1995   | Conservateur | [ 3 ]                                             |       |
|                                                         | Lord Chesham                     | Juillet 1995   | Mai 1997       | Conservateur | [ 4 ]                                             |       |
|                                                         | Lord McIntosh de Haringey        | Mai 1997       | Juin 2003      | Labour       | Blair I                                           | [ 5 ] |

### XXIesiècle
| Portrait   | Portrait |                         | Mandat       | Mandat       | Parti               | Gouvernement              | Ref.   |
| ---------- | -------- | ----------------------- | ------------ | ------------ | ------------------- | ------------------------- | ------ |
|            |          | Lord Davies d'Oldham    | Juin 2003    | Mai 2010     | Labour              | Blair II                  | [ 6 ]  |
| Blair III  |          | Lord Davies d'Oldham    | Juin 2003    | Mai 2010     | Labour              |                           | [ 6 ]  |
| Brown      |          | Lord Davies d'Oldham    | Juin 2003    | Mai 2010     | Labour              |                           | [ 6 ]  |
|            |          | Lord Shutt de Greetland | Mai 2010     | Mai 2012     | Libéraux-démocrates | Cameron–Clegg (Con.–L.D.) | [ 7 ]  |
|            |          | Lord Newby              | Mai 2012     | Mai 2015     | Libéraux-démocrates | Cameron–Clegg (Con.–L.D.) | [ 8 ]  |
|            |          | Lord Gardiner de Kimble | Mai 2015     | Juillet 2016 | Conservateur        | Cameron II                | [ 9 ]  |
|            |          | Comte de Courtown       | Juillet 2016 | Juillet 2024 | Conservateur        | May I                     | [ 10 ] |
| May II     |          | Comte de Courtown       | Juillet 2016 | Juillet 2024 | Conservateur        |                           | [ 10 ] |
| Johnson I  |          | Comte de Courtown       | Juillet 2016 | Juillet 2024 | Conservateur        |                           | [ 10 ] |
| Johnson II |          | Comte de Courtown       | Juillet 2016 | Juillet 2024 | Conservateur        |                           | [ 10 ] |
|            |          | Baronne Wheeler         | Juillet 2024 | En fonction  | Labour              | Starmer                   |        |